# Aeroportul Grosseto
Aeroportul Grosseto (IATA: GRS, ICAO: LIRS) este un aeroport din Grosseto, Provincia Grosseto, Toscana, Italia ce deservește zona Grosseto. Aeroportul a fost tranzitat în 2022 de 5.511 pasageri. A fost deschis în 1926 și numit după zona deservită.
Situat la o altitudine de 5 m, aeroportul dispune de 1 pistă. Este operat de Italian Air Force⁠(d).

## Infrastructură

### Piste
Aeroportul dispune de o singură pistă. Pista are orientarea 03L/21R. 